# 山田良政
山田良政（日语：／ Yamada Yoshimasa；1868年1月25日—1900年10月22日），日本青森弘前人，大陆浪人之一。

## 生平

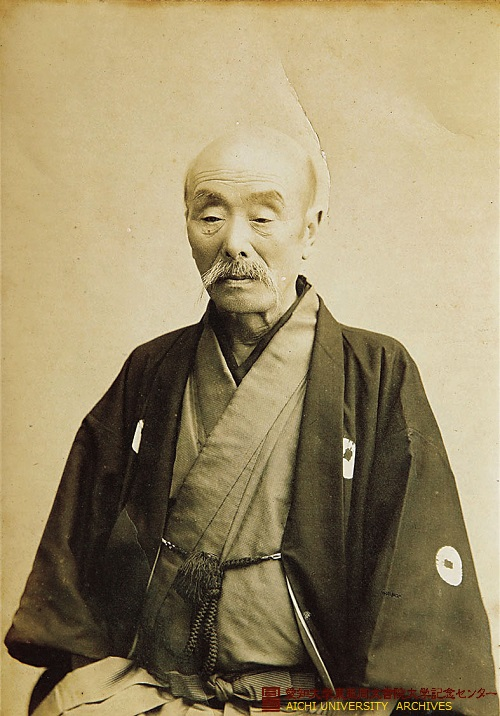
山田良政之父，原津輕藩士山田浩蔵

毕业于水产讲习所（现东京海洋大学），曾参与孙中山的革命事业。他參與惠州起義失敗後，1900年10月22日被清军逮捕后杀害，享年33歲。是目前臺北國民革命忠烈祠內唯一祭祀的日本革命先烈，也是少數的外國人（另有雷鳴遠神父）。